# Рутильяно
Рутильяно (итал. Rutigliano) — коммуна в Италии, располагается в регионе Апулия, в провинции Бари.
Население составляет 17 888 человек (2008 г.), плотность населения составляет 331 чел./км². Занимает площадь 53 км². Почтовый индекс — 70018. Телефонный код — 080.
Покровителями коммуны почитаются Пресвятая Богородица (Madonna del Carmine) и святитель Николай Мирликийский, празднование 6 декабря.

## Демография
Динамика населения:

## Администрация коммуны
- Официальный сайт: http://www.comune.rutigliano.ba.it